# Marc Màrius (senador)
Marc Màrius (llatí: Marcus Marius o Marcus Varius, segons la font) fou un senador romà del segle i aC.
Sertori el va enviar al rei Mitridates VI Eupator del Pont l'any 75 aC, quan va fer un tractat amb aquest. Segons l'acord, Màrius dirigiria un exèrcit reial i efectivament apareix més tard com un dels generals de Mitridates en la lluita contra Luci Licini Lucul·le.